# Orthocladius oblidens
Orthocladius oblidens är en tvåvingeart som först beskrevs av Walker 1856.  Orthocladius oblidens ingår i släktet Orthocladius och familjen fjädermyggor. Arten är reproducerande i Sverige. Inga underarter finns listade i Catalogue of Life.